# قرار مجلس الأمن التابع للأمم المتحدة رقم 1911
قرار مجلس الأمن التابع للأمم المتحدة رقم 1911، الذي تم تبنيه بالإجماع في 28 يناير 2010، بعد إعادة التأكيد على القرارين 1880 (2009) و1893 (2009)، وتأكيدًا على تصميمه إجراء عملية انتخابات ذات مصداقية في كوت ديفوار، وافق المجلس على تمديد عملية الأمم المتحدة في كوت ديفوار لمدة أربعة شهر حتى نهاية أيار / مايو 2010، وزيادة مؤقتة في حجم العملية من 7450 إلى 7950 فردا.
كما سمح المجلس بزيادة وتمديد قوات حفظ السلام الفرنسية في البلاد بشكل مؤقت، بما في ذلك قوات حفظ السلام من بوركينا فاسو المجاورة لإضافتها إلى عملية الأمم المتحدة في كوت ديفوار لتحسين الأمن قبل عملية انتخابات عام 2010.
كما طلب القرار من الأمين العام بان كي مون تقديم تقرير عن الوضع في منتصف مارس 2010 وتقرير كامل بحلول أبريل 2010.